# Julius Bernstein

Julius Bernstein

Julius Bernstein (* 18. Dezember 1839 in Berlin; † 6. Februar 1917 in Halle (Saale)) war ein deutscher Physiologe.

## Leben
Bernstein war das älteste von sieben Kindern des Publizisten und Mitbegründers der Berliner Jüdischen Reformgemeinde Aaron Bernstein (1812–1884). Er studierte ab 1857 an der Universität Breslau bei Rudolf Heidenhain und in Berlin bei Emil Du Bois-Reymond. Während seines Studiums wurde er 1859 Mitglied der Breslauer Burschenschaft der Raczeks. 1862 wurde er mit einer Dissertation über Muskelphysiologie promoviert. 1864 wurde er Assistent bei Hermann von Helmholtz an der Ruprecht-Karls-Universität Heidelberg.
Bernstein wurde 1870 Privatdozent. Ab 1872 war er als Nachfolger von Friedrich Goltz Professor an der Friedrichs-Universität Halle. Ab 1875 war er Mitglied der Deutschen Akademie der Naturforscher Leopoldina. 1881 gründete er das Institut für Physiologie an der Universität Halle, dessen Direktor er war und das jetzt seinen Namen trägt. Er wurde zum Geheimen Medizinalrat ernannt. 1911 wurde er zum korrespondierenden Mitglied der Académie des sciences gewählt.
Als bedeutende Beiträge zur Wissenschaftsgeschichte gelten die Julius-Bernstein-Hypothese (1868) und die „Membrantheorie“ (1902). Das vom Bundesministerium für Bildung und Forschung geförderte Forschungsnetzwerk Bernstein Netzwerk trägt seinen Namen.
Julius Bernstein war verheiratet mit Sophie Levy (1856–1923). Die drei Kinder des Ehepaares waren die Malerin Martha Bernstein (1874–1955), der Mathematiker Felix Bernstein (1878–1956) und der Ingenieur Rudolf Bernstein (1880–1971).

## Werke
- Untersuchungen über den Erregungsvorgang im Nerven- und Muskelsysteme. Heidelberg: Winter, 1871
- Die fünf Sinne des Menschen. Brockhaus, Leipzig 1875.
- Die mechanische Theorie des Lebens, ihre Grundlagen und ihre Erfolge. Vieweg, Braunschweig 1890.
- Lehrbuch der Physiologie des thierischen Organismus, im speciellen des Menschen. F. Enke, Stuttgart 1894.
- Elektrobiologie: Die Lehre von den elektrischen Vorgängen im Organismus auf moderner Grundlage dargestellt. Vieweg, Braunschweig 1912; archive.org.

## Ehrungen
- Julius-Bernstein-Institut für Physiologie der Universität Halle
- Bernstein Netzwerk (Nationales Bernstein Netzwerk Computational Neuroscience, NNCN)
  - Bernstein Center Freiburg an der Universität Freiburg
- Bernstein-Preis des Bernstein-Netzwerks[6]
- Julius-Bernstein-Straße in Halle (2015)